# Dendrolycosa sierwaldae
Espèce
Dendrolycosa sierwaldae est une espèce d'araignées aranéomorphes de la famille des Pisauridae.

## Distribution
Cette espèce est endémique de Nouvelle-Guinée.

## Description
La femelle holotype mesure 14,1 mm.

## Étymologie
Cette espèce est nommée en l'honneur de Petra Sierwald.

## Publication originale
- Jäger, 2011 : Revision of the spider genera Nilus O. Pickard-Cambridge 1876, Sphedanus Thorell 1877 and Dendrolycosa Doleschall 1859 (Araneae: Pisauridae). Zootaxa, no 3046, p. 1-38.